# 愛環梅坪駅
愛環梅坪駅（あいかんうめつぼえき）は、愛知県豊田市東梅坪町にある愛知環状鉄道線の駅である。駅番号は13。

## 歴史
貝津駅と共に、周辺地域住民増加と愛知万博開幕に合わせて豊田市の要望により駅が新設された。両駅の総事業費は計11億8700万円で、請願駅であるため豊田市が負担した。
駅名に「愛環」の名称がつくのは、駅南側に名鉄三河線・豊田線の梅坪駅があるためである（2019年（令和元年）現在、愛知環状鉄道線内の駅で「愛環」を冠するのは当駅のみである）。

### 年表
- 2005年（平成17年）3月1日：愛知環状鉄道の駅として開業[2]。
- 2019年（平成31年）3月2日：ICカード「TOICA」の利用が可能となる[3]。

## 駅構造
単線1面1線の高架駅でホームは西側にある。将来的に東側にもホームを設置し、相対式2面2線にできる構造になっている。駅員時間配置駅で、朝夕時間帯に窓口が営業している。エレベーターが設置されているが、改札とホームを行き来するには2基を乗り継ぐ必要がある。
当駅の北側で名鉄豊田線を潜り抜ける。
| 路線            | 方向 | 行先       |
| --------------- | ---- | ---------- |
| ■愛知環状鉄道線 | 上り | 岡崎方面   |
| ■愛知環状鉄道線 | 下り | 高蔵寺方面 |

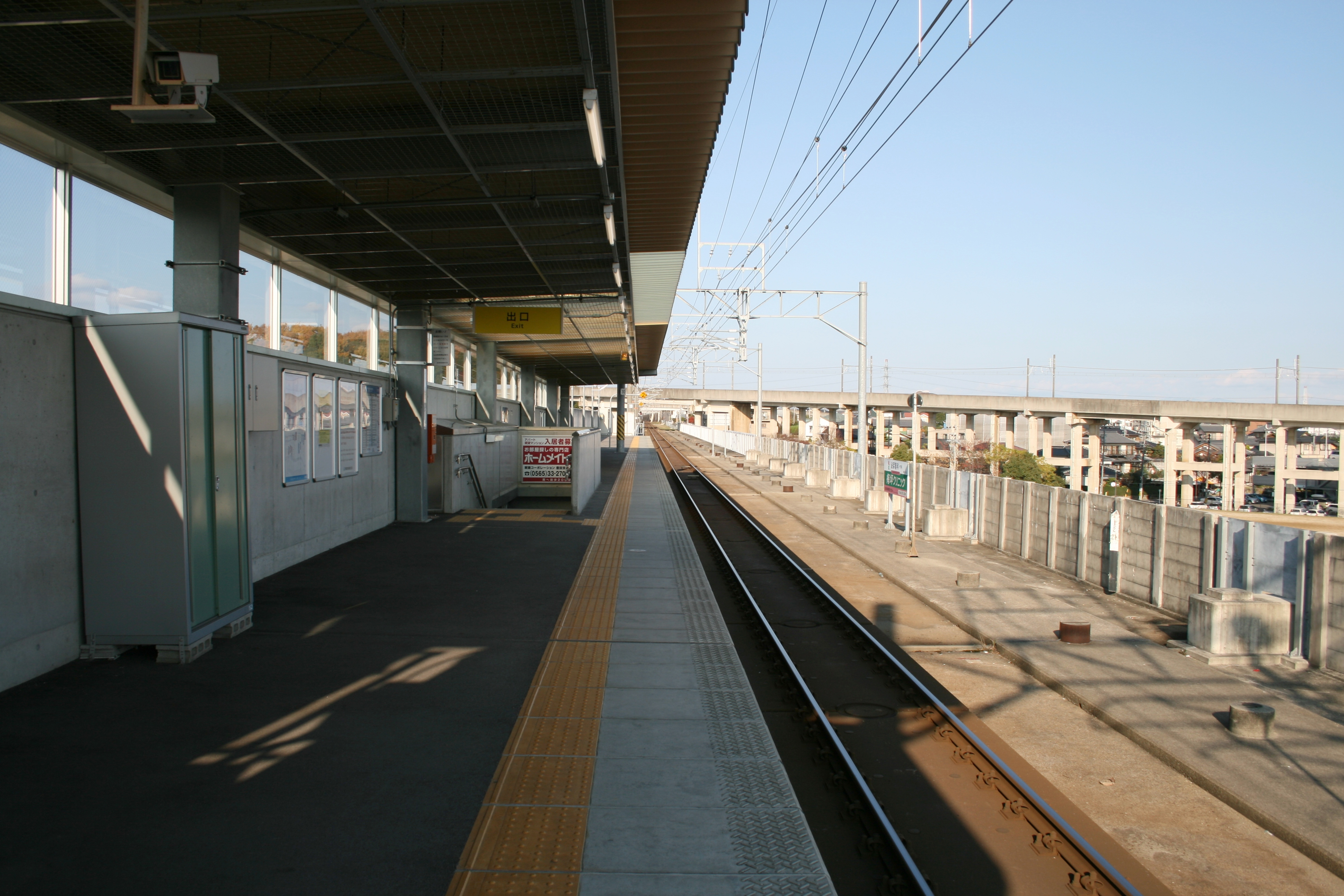
ホーム 右側の高架は名鉄豊田線
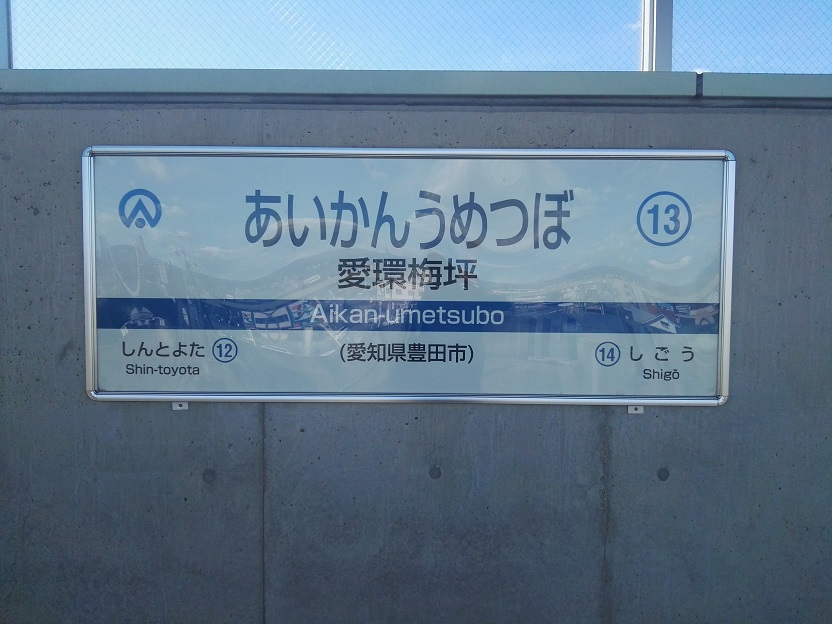
駅名標
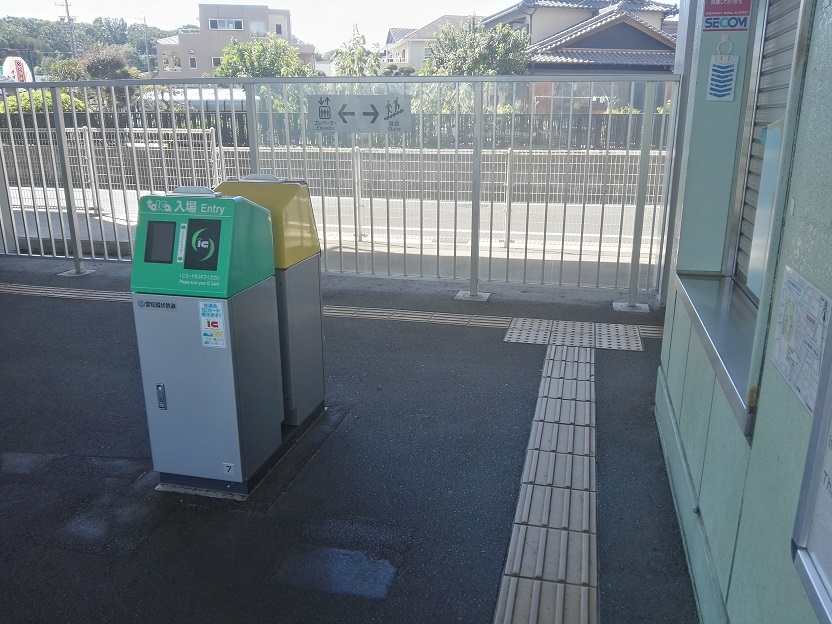
簡易TOICA改札機
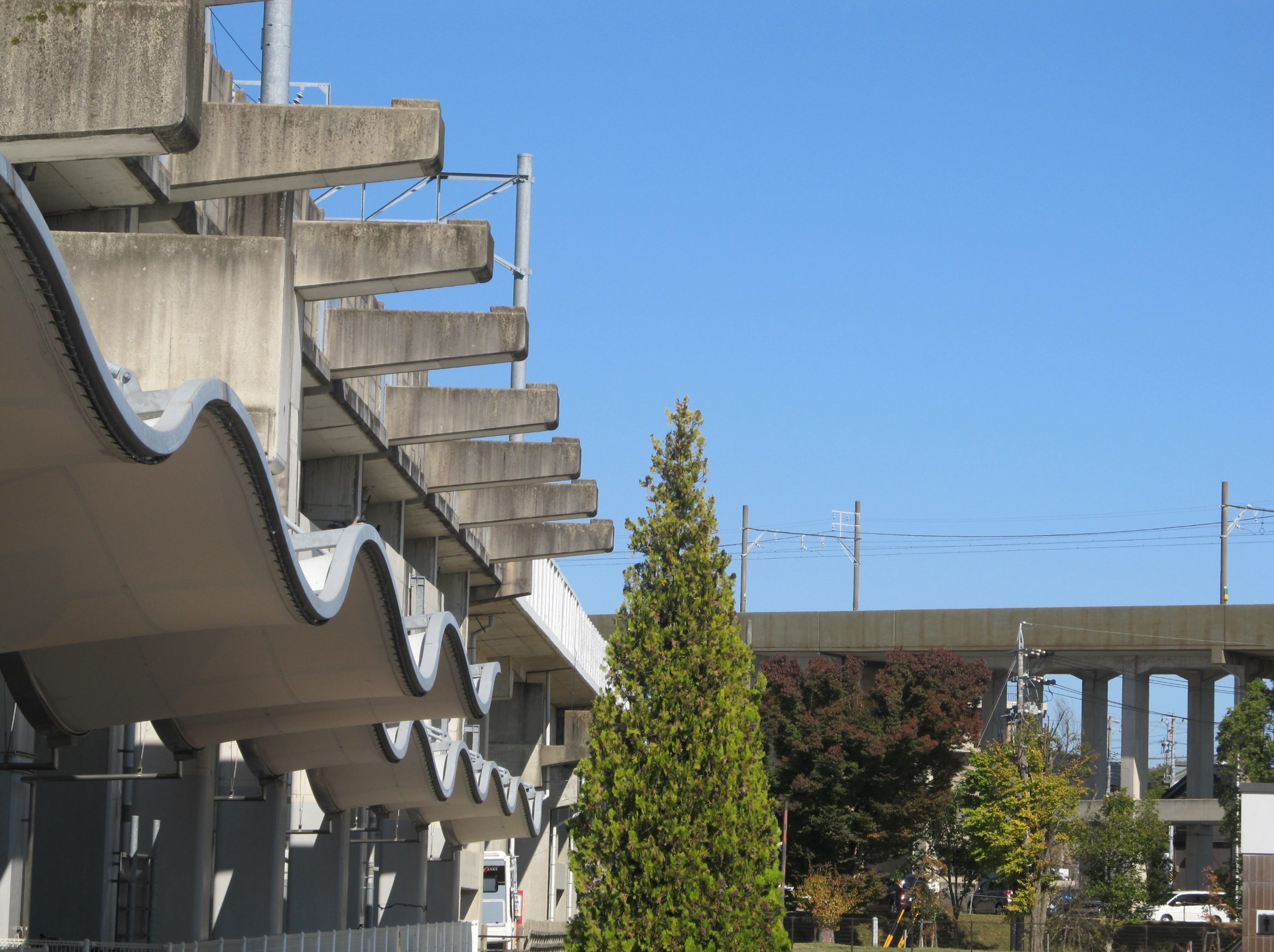
ホーム設置対応の高架構造物

## 利用状況
「豊田市統計書」、「移動等円滑化取組報告書」によると、当駅の一日平均乗降客数は以下の通り推移している。
- 2004年度：66人（開業年度）
- 2005年度：1,172人（愛知万博開催年）
- 2006年度：1,070人
- 2007年度：1,257人
- 2008年度：1,481人
- 2009年度：1,541人
- 2010年度：2,010人
- 2011年度：1,715人
- 2012年度：1,753人
- 2013年度：1,802人
- 2014年度：1,739人
- 2015年度：1,798人
- 2016年度：1,846人
- 2017年度：1,905人
- 2018年度：1,958人
- 2019年度：1,932人
- 2020年度：1,498人

## 駅周辺

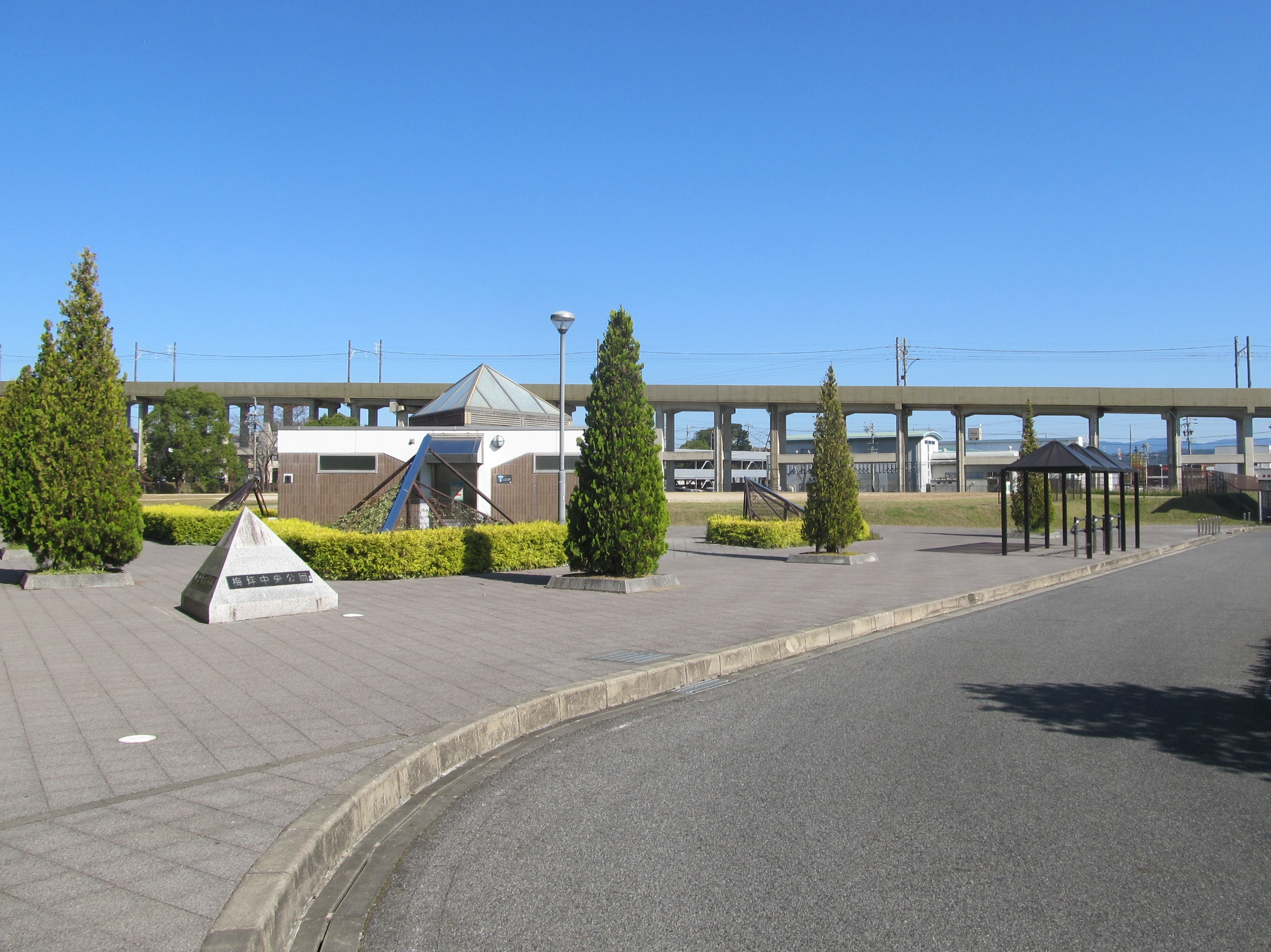
駅前ロータリーと梅坪中央公園

駅の少し四郷方で名鉄豊田線をアンダーパスする。
- 梅坪中央公園 - 当駅に隣接。
- 梅坪駅 - 名鉄三河線・豊田線 - 同駅とは凡そ600m離れている。
- 豊田市立梅坪小学校
- 豊田市立梅坪保育園
- 豊田工業高等専門学校
- 豊田市立梅坪台中学校
- 豊田市梅坪台交流館
- 豊田市福祉事業団
- 豊田市こども発達センター
- 西山公園
- 国道419号（豊田南北線）
- 豊田地域医療センター
- 豊田市郷土資料館

## バス路線
駅に隣接する梅坪中央公園前にロータリーが作られているがバス停はなく、近隣を通る路線も当駅に乗り入れる路線はない。付近のバス停は次の何れかとなる。
こども発達センター（徒歩で7 - 8分程度）
- とよたおいでんバス：藤岡・豊田線（加納経由）。付近の梅ノ木公園を抜けた先の豊田市こども発達センター内にあるが平日夜間及び土休日は通過。

医療センター（徒歩で約10分程度）
- とよたおいでんバス：藤岡・豊田線（加納経由）。こども発達センターと違い土休日も経由するが当駅からは急坂が続く。

梅坪町（徒歩で5 - 6分程度）
- とよたおいでんバス：藤岡・豊田線（西中山経由）。最寄りのバス停となる。

## 隣の駅
愛知環状鉄道
■愛知環状鉄道線
新豊田駅（12） - 愛環梅坪駅（13） - 四郷駅（14）